# La Louve
Coopérative La Louve, S.A.S. es un supermercado cooperativo participativo ubicado en París, Francia, inaugurado en otoño de 2016. Se trata de la primera tienda de este género en Europa.

## Historia
La Louve se inspiró del supermercado cooperativo estadounidense Park Slope Food Coop,  que funciona en Nueva York desde los años 70 con aproximadamente 17.000 miembros que son a la vez los consumidores, coproprietarios y los que llevan a cabo las tareas del supermercado.
El proyecto de la Louve ha sido iniciado por dos americanos que viven en París. En 2011, la asociación Les Amis de la Louve (Los Amigos de La Louve) está creada teniendo como objetivo preparar la abertura del supermercado La Louve.
Las alcaldías de París y del ayuntamiento del XVIII Distrito de París sostienen rápidamente el proyecto, que hace eco a su anhelo de dinamizar los barrios de las puertas de París. A fines de 2014, un local está en contrato en el mismo distrito XVIII.
Después de haber sido rechazada varias veces, la apertura parcial del supermercado es efectiva en noviembre de 2016. En 2017, la Louve contaba con más de 3.000 cooperadores y 5.000 en 2019.

## Principios de funcionamiento
La Louve tiene como objetivo permitir el acceso a productos alimentarios de buena calidad, a menudo biológicos y respetuosos del medio ambiente, a precios inferiores a aquellos practicados en los demás comercios. Para poder hacer sus compras en la Louve, hay que hacerse socio o socia de la cooperativa adquiriendo 100 € del capital social (o 10 €  a ciertas condiciones) y comprometerse en participar en las tareas del supermercado 3h cada 4 semanas.

## El local
El supermercado está ubicado en el XVIII Distrito de París, a las inmediaciones de las estaciones de metro Simplon y Marcadet-Poissoniers. Es un local de 1 450 m² repartido sobre dos niveles, cuyos 500 m2 destinados a la venta, con a plazos 5.000 a 7.000 referencias de productos alimentarios o no. Antes, la Louve disponía de un pequeño local calle de la Goutte d'Or.

## Proyectos similares
Además del modelo histórico Park Slope Food Coop a Nueva York, otras iniciativas similares estàn en proyecto en Francia y Europa.